# Estrella de Caffau
La estrella SDSS J102915+172927, o Estrella de Caffau, es una estrella que desafía la teoría de formación estelar ampliamente aceptada. Llamada informalmente de esa forma en alusión a Elisabetta Caffau, la responsable de su estudio. Un equipo de astrónomos europeos utilizó el Very Large Telescope (VLT) de ESO en Cerro Paranal, en Chile, para localizar a esta estrella en la Vía Láctea. Los científicos descubrieron que esta estrella se compone casi totalmente de hidrógeno y helio, con cantidades muy pequeñas de otros elementos químicos. Esta inusual composición la coloca en la "zona prohibida" de la teoría de formación estelar, lo que implica que esta estrella es prácticamente imposible. Los resultados aparecieron en la edición del 1 de septiembre de 2011 de la revista Nature. Esta composición química sorprendió a los astrónomos, como con su baja masa (alrededor de 0,8 masas solares) y cantidades extremadamente bajas de metales (más de 20, 000 veces más pequeño que el del sol). La estrella de Caffau, el objeto más pobre en metales conocido hasta la fecha y una de las estrellas más antiguas de la Vía Láctea, resulta ser una estrella enana, según un análisis de nuevas mediciones proporcionado por Gaia Data Release 2 (DR2). Los datos proporcionados por DR2 excluyen la posibilidad de que SDSS J102915 + 172927 sea un subgigante, también excluye la suposición de que esta estrella se formó a partir de un medio enriquecido predominantemente por una supernova de tipo Ia. 
Un escenario propuesto por los astrónomos sugiere que la estrella es una enana, con una distancia estimada de 4, 400 años luz de la Tierra, mientras que el otro propone que el objeto es una estrella subgigante unas 20, 200 años luz de distancia.
La estrella SDSS J102915+172927 es una tenue estrella en la constelación de Leo, que resultó ser la que posee la menor cantidad de elementos más pesados que el helio (lo que los astrónomos llaman "metales") de todas las estrellas estudiadas hasta ahora. Tiene una masa más pequeña que la del Sol y una edad estimada de alrededor de 13.000 millones de años. Los astrónomos creen que esta estrella se formó poco después del Big Bang, cuando el universo era muy joven y tenía muy pocos elementos químicos. Sin embargo, lo que hace que esta estrella sea tan inusual es que no tiene los niveles de litio que se esperarían encontrar en una estrella de su edad y composición química. Una proporción de metales igual a 0,00000069.
Los investigadores también señalan que esta inusual estrella probablemente no es única. "Hemos identificado varias estrellas candidatas que podrían tener niveles de metales similares o incluso inferiores a los de SDSS J102915+172927. Ahora estamos planeando observarlas con el VLT para ver si se confirman", concluye Caffau. ESO, el Observatorio Europeo Austral, es la principal organización astronómica intergubernamental en Europa y el observatorio astronómico más productivo del mundo. Es apoyado por 15 países: Alemania, Austria, Bélgica, Brasil, Dinamarca, España, Finlandia, Francia, Holanda, Italia, Portugal, el Reino Unido, República Checa, Suecia y Suiza.